# Davidson, New South Wales
Davidson este o suburbie în Sydney, Australia.